# Republikken Kabardino-Balkarien
Republikken Kabardino-Balkarien er en af 21 autonome republikker i Den Russiske Føderation, der ligger i den nordlige del af Kaukasus og grænser op til de russiske områder Stavropol kraj i nord, Republikken Nordossetien–Alania i øst, Republikken Karatjajevo-Tjerkessien i vest og har international grænse til Georgien i syd. Republikkens areal er 12.470 km² med en befolkning på 860.709(2015). Hovedstaden i Republikken Kabardino-Balkarien er Naltsjik.

## Geografi
Republikken Kabardino-Balkarien ligger på nordskråningen af den store bjergkæde Kaukasus. Den nordlige del af republikken er sletteland, men i syd stiger terrænet stejlt op mod flere bjergtoppe over 5.000 meter, deriblandt Elbrus på 5.642 meter, der er Europas højeste bjerg.

### Klima
Gennemsnitstemperaturen på sletterne ligger på -4 °C i januar og 23 °C i juli. Nedbørsmængden i området er omkring 500 mm om året.

### Floder
De længste floder i Kabardino-Balkarien er:
- Terekfloden (623 km)
- Malkafloden (216 km)
- Baksanfloden (173 km)
- Urukhfloden (104 km)
- Chegemfloden (102 km)
- Cherekfloden (76 km)

### Søer
Der er omkring 100 mindre søer i republikken. Omkring halvdelen ligger mellem floderne Baksan og Malka; Nogle søer er:
- Tserikkelsøen (26.000 m²; dybde 368 m)
- Nedre Goluboye
- Kel-Ketchensøen (dybde 177 m)
- Øvre Goluboye (dybde 18 m)
- Sekretnoyesøen
- Tambukansøen (1.77 km²; dybde 1.5 – 2 m), delvis i Stavropol Krai.

### Bjerge
- Elbrus (5.642 m), et vulkansk bjerg, og det højeste i Europa. Andre høje bjerge er :

- Dykhtau (5.402 m)
- Koshkhatau (5.151 m)
- Shkhara (5.068 m)
- Pushkinbjerget (5.033 m)
- Mizhergi (5.025 m)

### Byer
Hovedstaden i Republikken Kabardino-Balkarien er byen Naltsjik med knap 240.000 indbyggere.

### Kommuner med over 15.000 indbyggere
| # | By          | russisk navn | Indbyggertal (2013 anslået) | Indbyggertal (2010 anslået) | Kort over Republikken Kabardino-Balkaria |
| - | ----------- | ------------ | --------------------------- | --------------------------- | ---------------------------------------- |
| 1 | Naltsjik    | Нальчик      | 239.098                     |                             |                                          |
| 2 | Prokhladnyj | Прохладный   | 58.203                      |                             |                                          |
| 3 | Baksan      | Баксан       | 37.163                      |                             |                                          |
| 4 | Nartkala    | Нарткала     | 31.037                      |                             |                                          |
| 5 | Majskij     | Майский      | 26.558                      |                             |                                          |
| 6 | Tyrnyauz    | Тырныауз     | 20.706                      |                             |                                          |
| 7 | Dugulubgjej | Дугулубгей   |                             | 20.228                      |                                          |
| 8 | Terek       | Терек        | 19.329                      |                             |                                          |
| 9 | Tsjegem     | Чегем        | 17.819                      |                             |                                          |